# مکسی هربر
مکسی هربر (انگلیسی: Maxi Herber؛ ۸ اکتبر ۱۹۲۰ – ۲۰ اکتبر ۲۰۰۶) اسکیت‌باز نمایشی اهل آلمان بود.